# Nelipiwka
Nelipiwka (ukrainisch Неліпівка; russisch Нелеповка/Nelepowka) ist eine Siedlung städtischen Typs in der Oblast Donezk im Osten der Ukraine mit etwa 1100 Einwohnern.

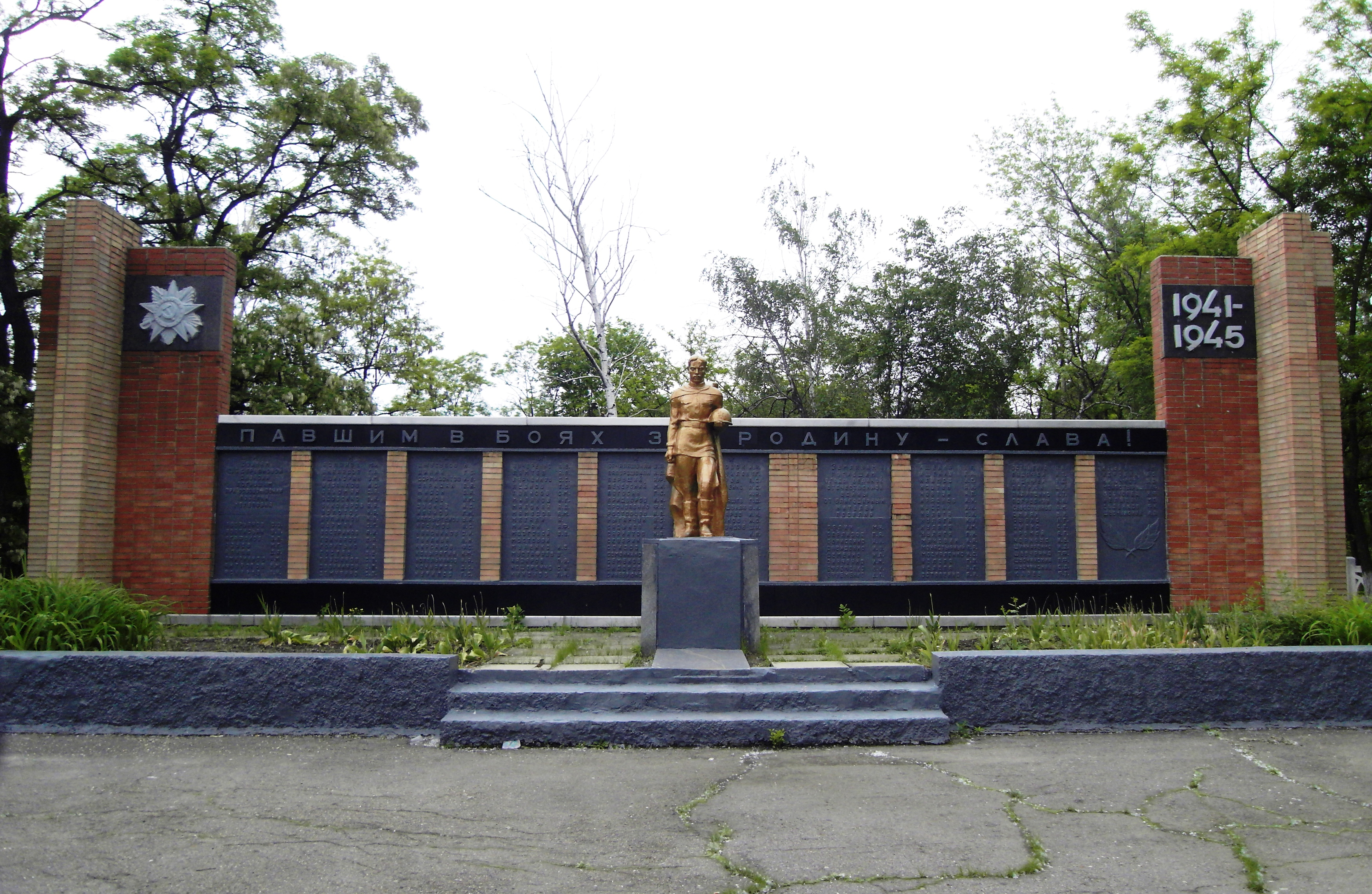
Denkmal für die Helden des Zweiten Weltkriegs im Ort

Er liegt im westlichen Donezbecken etwa 5 Kilometer südlich des Stadtzentrums von Torezk und 43 Kilometer nördlich vom Oblastzentrum Donezk entfernt. Durch den Ort fließt der Krywyj Torez.
Der Ort existierte schon vor dem Ersten Weltkrieg. 1957 erhielt er den Status einer Siedlung städtischen Typs zuerkannt. Im Juli 2014 gab es im Verlauf des Ukrainekrieges Kampfhandlungen mit mehreren Toten im Ort.
Am 12. Juni 2020 wurde die Siedlung ein Teil der neugegründeten Stadtgemeinde Torezk, bis dahin war sie Teil der Siedlungsratsgemeinde Nowhorodske (6 Kilometer südöstlich gelegen) in der Stadtratsgemeinde Torezk.
Am 17. Juli 2020 wurde der Ort ein Teil des Rajons Bachmut.